# Oštra Luka
Oštra Luka (in serbo Оштра Лука) è un comune della Repubblica Serba di Bosnia ed Erzegovina con 2.997 abitanti al censimento 2013.
È la parte del comune di Sanski Most che in seguito agli Accordi di Dayton è amministrata dalla parte serba.

## Località
Il comune è formato dall'insieme delle seguenti località:
- Batkovci
- Budimlić Japra
- Donja Kozica
- Duge Njive
- Garevica
- Gornja Kozica
- Gornja Tramošnja
- Halilovci
- Hadrovci
- Hazići
- Koprivna
- Marini
- Mrkalji
- Oštra Luka
- Ovanjska
- Podvidača
- Sasina
- Slatina
- Stara Rijeka
- Škrljevita
- Trnova
- Usorci